# Geologia dynamiczna
Geologia dynamiczna – dział geologii poświęcony procesom dynamicznym – endogenicznym i egzogenicznym, kształtującym powierzchnię naszej planety. 
Dużą rolę odgrywa tutaj zasada aktualizmu geologicznego – procesy geologiczne kształtujące współcześnie wygląd powierzchni Ziemi, są analogiczne w szerokim ujęciu do procesów, które oddziaływały w dawnych epokach geologicznych, dlatego o charakterze i skutkach procesów w historii geologicznej można mówić posługując się przykładami obecnie występujących procesów.
W odniesieniu do innych ciał niebieskich – obiektów kosmicznych termin ten należy traktować umownie, rodzaje procesów dynamicznych kształtujących powierzchnie innych planet i księżyców silnie są uzależnione od warunków tam panujących, np. brak atmosfery powoduje silne bombardowanie powierzchni przez cząstki wiatru słonecznego, a wietrzenie fizyczne na takich planetach i innych ciałach niebieskich sprowadza się głównie do niszczenia przez uderzenia meteorytów.
Ze względu na zajmowanie się genetycznym opisem powierzchni Ziemi, geologia dynamiczna jest nauką pokrewną do geomorfologii.